# Shikantaza
Shikantaza (只管打坐?) es el nombre zen japonés, proveniente del vocablo chino zhǐguǎn dǎzuò (只管打坐), de un tipo de meditación budista englobado en el zazen de la escuela Sōtō. Traducible como "tan sólo sentarse", consiste simplemente en observar sin juicios los pensamientos aleatorios que cruzan la mente del meditador, aunque al mismo tiempo se trata de una tradición altamente sutil y alegórica a la que los distintos linajes de la escuela dan diferentes matices.

Ilustración del monje zen Kodo Sawaki en meditación.

Se baraja que la práctica pudiera originarse en las enseñanzas de Rujing, maestro chino del siglo XII, pero otros la consideran una innovación de su aprendiz japonés Dōgen, fundador de la escuela zen Sōtō, que habría dado a las prácticas meditativas chinas su interpretación personal. Formas similares de meditación expansiva aparecen también en el budismo tibetano, especialmente en las tradiciones llamadas Dzogchen y Mahamudra, además de otras corrientes orientales, como el taoísmo, donde se practica la llamada zuowang ("sentarse y olvidar"), o el neoconfucionismo, en el que se practicaba jingzuo ("sentarse en silencio").

## Historia
El maestro chino Hongzhi Zhengjue es el primer gran teórico de esta técnica de meditación, a la que denominaba "iluminación silenciosa" (默照, mòzhào en chino, mokusho en japonés). Para él, el camino a la iluminación no requiere más que sentarse en introspección silente, evitando la seducción de los pensamientos erráticos y la mera relajación. El nombre por el que se la conoce hoy, "sólo sentarse" (只管打坐, zhǐguǎn dǎzuò en chino, shikantaza en japonés), parece haber sido acuñado por su compatriota Rujing, perteneciente a la siguiente generación de maestros. Sin embargo, es con el nipón Dōgen, aprendiz de Rujing, que la técnica comienza su andadura en el budismo zen. Las instrucciones de Dōgen, incluidas en el texto llamado Fukan Zazengi, explican cómo sentarse en el zafu y zabutón, con la espalda erguida y las manos en dhyana mudra, y describen la propia meditación de esta manera:

Deja a un lado la práctica intelectual de investigar palabras y perseguir frases, y aprende a dar ese paso atrás que da la vuelta a la luz y hace que brille hacia dentro. El cuerpo y la mente por sí mismos se desvanecerán, y tu rostro original se manifestará.

Dōgen concluye citando una anécdota que se considera comúnmente el corazón de esta meditación.

Mientras el venerable Yaoshan meditaba, un monje preguntó:

"¿En qué piensa, sentado con tan firme compostura?"
Yaoshan respondió: "Pienso no pensando".
El monje preguntó: "¿Cómo se piensa no pensando?"

Yaoshan dijo: "no-pensando".

Desde la antigüedad hasta hoy, a diferencia de los prolijos tratados sobre vipassana encontrados en doctrinas anteriores, es común que la única instrucción explícita que los monjes novicios zen reciban para iniciarse en el shikantaza sea sentarse y mantenerse quietos. Verdaderas explicaciones en profundidad sobre en qué consiste y cómo realizar shikantaza aparecerán en el siglo XX con la expansión internacional del budismo zen, cuando surge la necesidad de facilitar su comprensión fuera de la cultura monástica.

## Técnica
El maestro zen John Daido Loori describe shikantaza como una práctica ardua a pesar de la simplicidad que emana su nombre. En ella, la fuerza mental (joriki) no la produce la concentración sostenida sobre algún elemento, como en anapanasati, sino tener consciencia del flujo de los pensamientos, sin tratar activamente de deshacerse de ninguno. El usuario debe observar sus pensamientos, "sin analizarlos, ni juzgarlos, ni intentar entenderlos ni categorizarlos", siendo simplemente consciente de ellos. Según Loori, esta práctica ayuda a la actividad mental a fluir y producir samadhi.

Cuando se practica shikantaza uno no intenta concentrarse en nada específico o apartar los pensamientos. Simplemente permite que todo sea como es. Los pensamientos van y vienen, y uno simplemente los observa, mantiene su consciencia en ellos. Requiere mucha energía y persistencia el sentarse en shikantaza y no perderse en pensamientos mundanos. Pero poco a poco, los pensamientos comienzan a enlentecerse, y con el tiempo dejan de acudir. Cuando el pensamiento desaparece, el pensador desaparece.

El experto en meditación Eric Harrison epiloga estas palabras comparando shikantaza con lo que en psicología se denomina extinción, por la cual la reducción repetida de una respuesta conductual termina por causar la desaparición de esa respuesta.

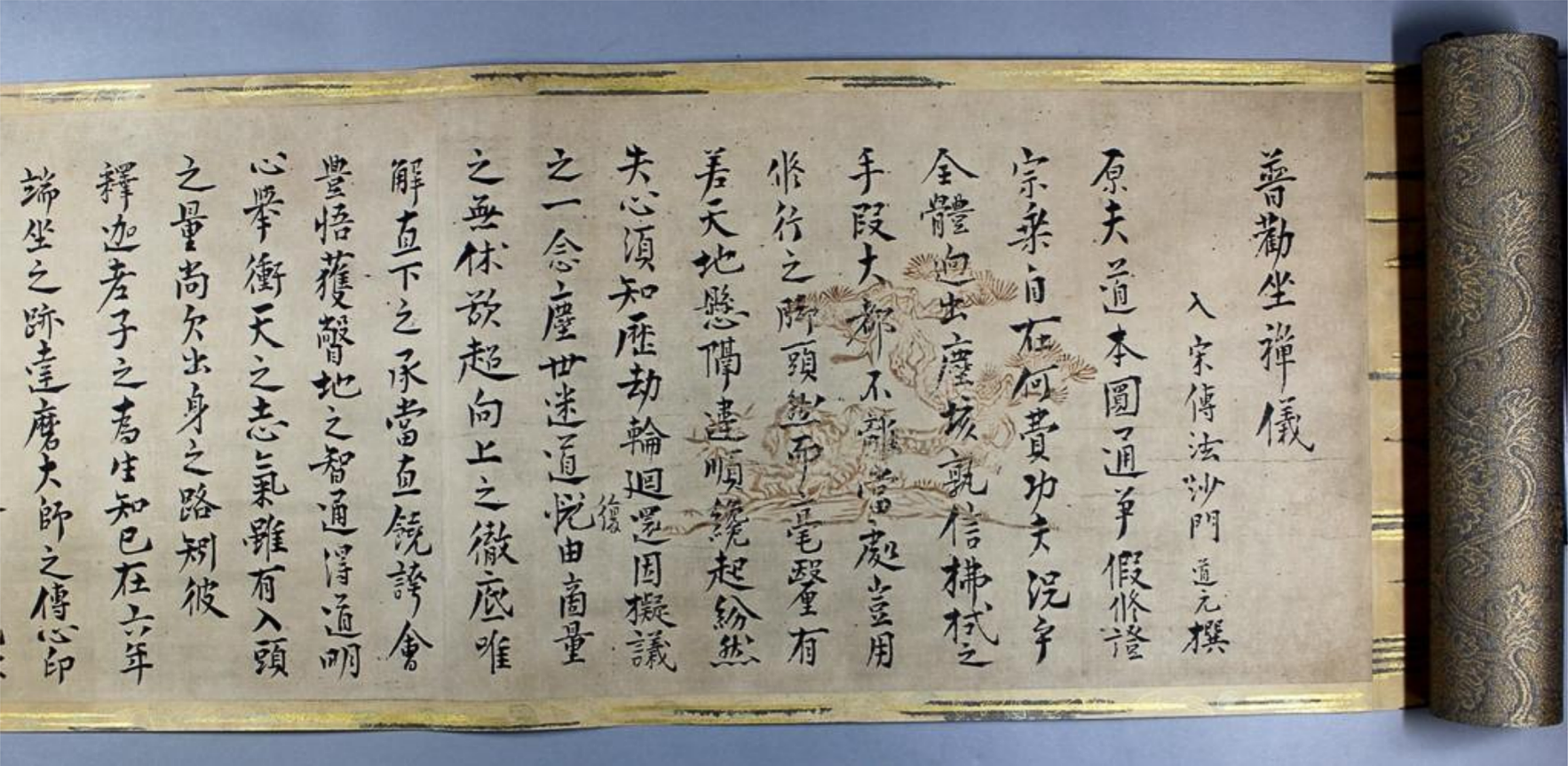
Rollo del Fukan Zazengi, manual de meditación escrito por Dōgen.

Loori afirma que la atención (awareness, en el original en inglés) es todo lo que se necesita para la práctica de shikantaza. Ello requiere un estado muy de alerta mental que no puede mantenerse durante mucho tiempo, por lo que recomienda meditar de esta manera desde media hora hasta una hora como máximo, tras lo que uno debe levantarse y hacer meditación caminante para aclarar la mente antes de volver a sentarse y continuar.
Shunryu Suzuki postula: "no intentes detener tu mente, déjalo todo como está. Nada permanecerá en tu mente mucho tiempo. Vendrá cuando venga y se irá cuando se vaya. Con el tiempo, tu mente clara y vacía durará más".
Por su parte, describiendo la práctica como simplemente ser consciente de los pensamientos sin verse atrapados por ellos, Sean Murphy cita a Taizan Maezumi de la siguiente manera: "ve tus pensamientos como si fueran nubes, viéndolas pasar de un extremo al otro de la mente, sin intentar aferrarse a ellas; y cuando se pierdan en el horizonte, cosa que harán, sin intentar perseguirlas".
Jundo Cohen advierte que el meditador no debe jugar con los pensamientos ni dejarse atrapar por ellos, y establece que dejarlos ir es un componente vital de la práctica. Si uno se ve enrededado en ellos, debe volver a su consciencia global, desoyendo todo juicio de acierto o error. Para él, shikantaza es similar al juguete de la trampa china para dedos, del que se escapa no haciendo fuerza, sino dejando de hacerla. Sólo abandonando la búsqueda de la iluminación, aceptándolo todo sin aversión o apego, puede hallarse la iluminación en primer lugar.

Según la tradición, la mente en el zazen es como un claro espejo y como el abierto cielo azul. Un espejo refleja todo lo que tiene ante sí -hermoso o feo, amigo o enemigo, bienvenido o detestado- y permite que cada cosa sea lo que es, sin rechazo, resistencia, preferencia o juicio. El cielo azul representa una mente abierta, clara, sin límites e iluminada. Las nubes son los pensamientos. Cuando aparecen nubes, permitimos que pasen sin tratar de agarrarlas, porque cuando caemos en ello, volvemos la mente todavía más nubosa.

Cuando el meditador se enfrente a emociones fuertes o pensamientos ansiosos, Cohen anima a simplemente observarlos con ecuanimidad. Meditar en shikantaza no significa abandonarse a los peores sentimientos y darles rienda suelta, sino no dejarse atrapar por su contenido.